# Melinnexis tetradentata
Melinnexis tetradentata är en ringmaskart som beskrevs av Imajima 200. Melinnexis tetradentata ingår i släktet Melinnexis och familjen Ampharetidae. Inga underarter finns listade i Catalogue of Life.